# Астрологические близнецы
Астрологи́ческие близнецы́, временны́е близнецы́ (англ. astro-twins, time twins) — в астрологии люди, у которых абсолютно одинаковые астрологические карты (гороскопы) в момент их рождения. Два человека считались бы идеальными астрологическими близнецами, если бы они родились точно в тот же момент времени в точно том же месте.
Начиная с XX века исследования астрологических близнецов предпринимались с целью установить наличие влияния момента рождения на схожесть в поведении людей. Эксперимент с астрологическими близнецами, начатый в 1958 году английскими учёными и продолжающийся по настоящее время, считается одним из наиболее убедительных доказательств ложности астрологии. Учёные изучали более 2000 человек, родившихся с интервалом в среднем около 4,8 минуты, и проследили их дальнейшую судьбу. Согласно астрологии, такие люди должны быть близки по профессии, по уму, по привычкам и т. д. Наблюдения велись за состоянием здоровья, родом занятий, семейным положением, уровнем интеллекта, способностью к музыке, искусству, спорту, математике, языкам и т. д. Всего учитывалось свыше сотни параметров. Никакого сходства между «временны́ми близнецами» не было обнаружено. Они оказались столь же отличны друг от друга, как и люди, родившиеся в разное время под любыми другими знаками Зодиака.